# Jesper Hauge
Jesper Hauge (* 20. April 1972 in Aarhus) ist ein ehemaliger dänischer Basketballspieler.

## Werdegang
Hauge spielte ab 1994 bei SISU. Als Leistungsträger der Mannschaft wurde Hauge 1999 als Spieler des Jahres der höchsten dänischen Liga, Basketligaen, ausgezeichnet. In der Saison 1999/2000 stand der 1,97 Meter große Flügelspieler beim belgischen Erstligisten Athlon Ieper unter Vertrag, zur Saison 2000/01 wechselte der Däne innerhalb Belgiens zu Gent United.
2001 ging Hauge in sein Heimatland zurück und schloss sich dem Erstligisten Værløse/Farum an, mit dem er in der Saison 2001/02 dänischer Meister und Pokalsieger wurde. 2002 wurde Hauge Vorsitzender der Gewerkschaft der dänischen Basketballspieler. Im selben Jahr veröffentlichte er mit dem Trainer Rob Friedrich sowie Ole Nedergaard das Buch Basketball ABC.
Im Spieljahr 2002/03 gehörte er der Mannschaft BF Copenhagen an, mit der er 2003 den dänischen Meistertitel holte und des Weiteren im europäischen Vereinswettbewerb FIBA Europe Champions Cup antrat. Im Herbst 2003 ging die Mannschaft pleite. In der Saison 2003/04 spielte Hauge noch zeitweilig für SISU in der ersten dänischen Liga. Für die dänische Nationalmannschaft, in der er zeitweise als Spielführer amtierte, bestritt er insgesamt 47 Länderspiele.
Hauge, der am Institut für Sport und Ernährung der Københavns Universitet als Hochschullehrer sowie als Lehrer an einem Gymnasium in Allerød tätig wurde, übernahm 2008 beim dänischen Basketballverband das Amt des Sportchefs er übte dieses bis August 2012 aus. Auf Vereinsebene war er beim Værløse Basketball Klub Jugendtrainer und Assistenztrainer der Herrenmannschaft, im Mai 2020 übernahm er bei dem Verein das Amt des Leistungssportverantwortlichen.